# Piaskowiec Barcice
Piaskowiec Barcice – piaskowiec wydobywany w Barcicach w Polsce, w województwie małopolskim, w powiecie nowosądeckim, w gminie Stary Sącz. Jest to piaskowiec magurski. Pod względem geologicznym należy do płaszczowiny magurskiej w Karpatach Zewnętrznych. Wiek piaskowca Barcice to górny eocen – oligocen.

## Skład mineralogiczny
W skład piaskowca Barcice wchodzą głównie:
- kwarc,
- łyszczyki (głównie muskowit),
- skalenie (głównie plagioklazy).

Spoiwo ilaste, ilasto-wapienne, rzadko węglanowe.

## Historia
Początek eksploatacji sięga lat 70. XIX w.

## Cechy fizyczne
Piaskowiec Barcice jest barwy niebieskoszarej, w wyniku wietrzenia zmienia kolor na szarożółty.
- Gęstość pozorna 2,50–2,52 g/cm³
- Nasiąkliwość 2,15–2,32%
- Wytrzymałość na ściskanie 62,6–115 MPa
- Wytrzymałość na miażdżenie 15,6 MPa
- Ścieralność na tarczy Boehmego 0,468 cm
- Mrozoodporność 3,28%

## Zastosowanie
Piaskowiec Barcice stosuje się w budownictwie oraz w drogownictwie jako kruszywo.

### Przykłady zastosowania
Wybrane obiekty, w których wykorzystany był piaskowiec Barcice:
- stacja metra Służew w Warszawie
- rozlewnia wody Kryniczanka w Krynicy-Zdroju
- stacja kolejki gondolowej na Jaworzynę Krynicką w Krynicy-Zdroju
- park miejski w Nowym Targu
- park przy pijalni w Piwnicznej-Zdroju